# 觀光工廠

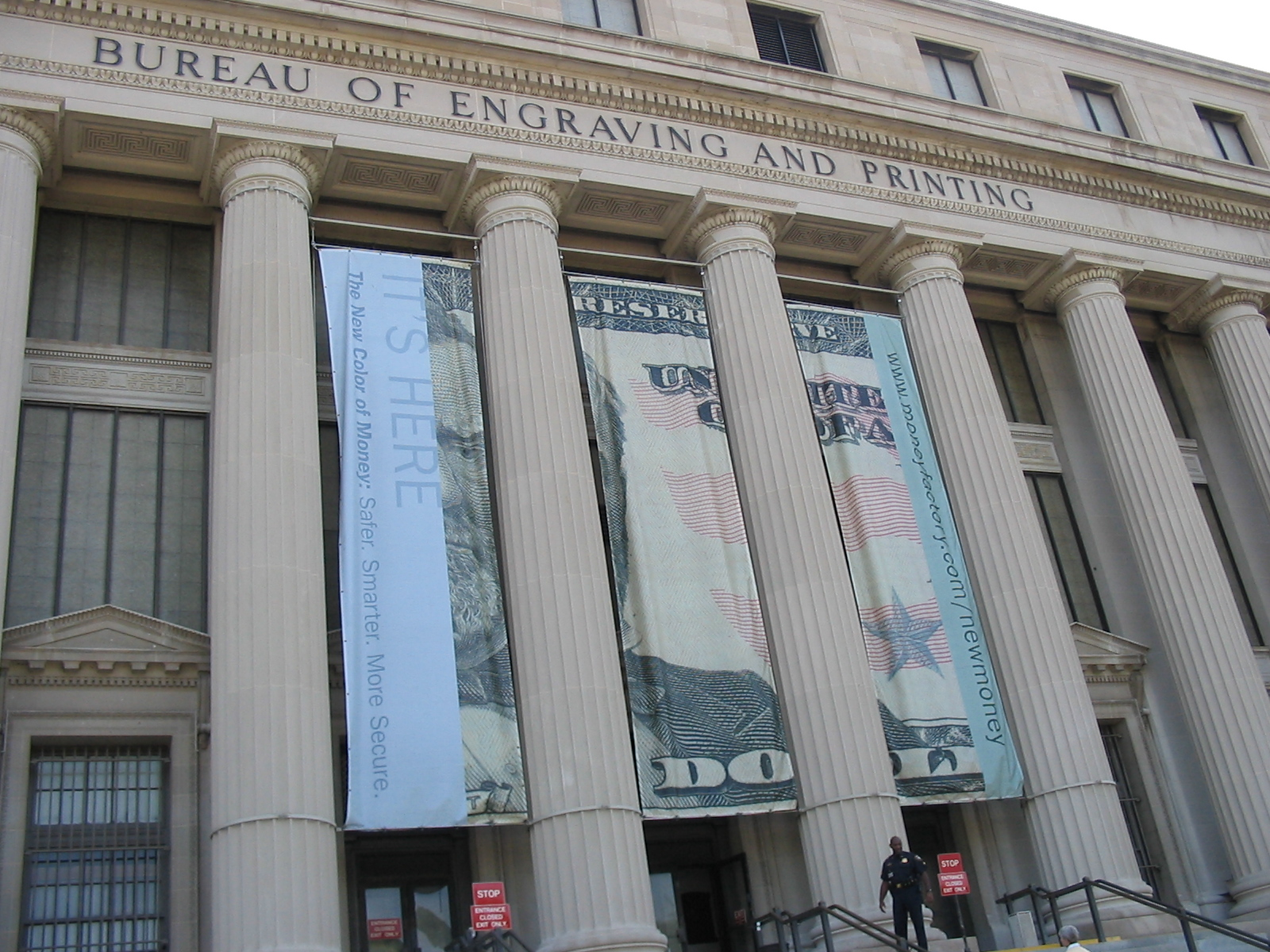
雕刻印刷局

觀光工廠是指製造業工廠將製造過程透明化，並且開放一般遊客參觀製造過程與工作流程的觀光型工廠。

## 歷史
在1950年代美國好時巧克力工廠開始開放傳統的觀光工廠供遊客參觀。2002年時任台灣經濟部常務次長的施顏祥提出希望結合製造業工廠與觀光服務的觀光工廠概念。

## 台灣觀光工廠

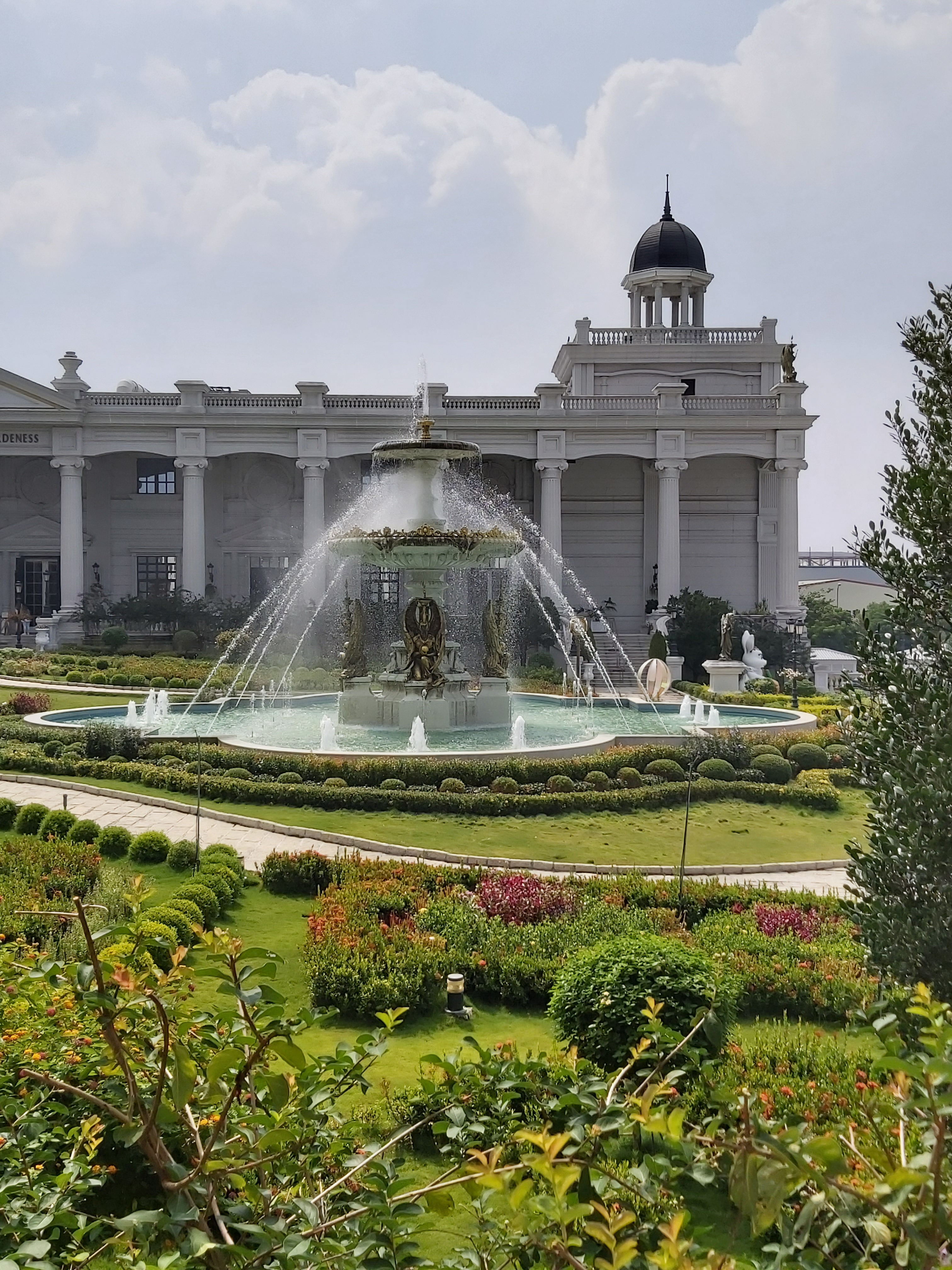
嘉義縣大林鎮大埔美精密機械園區內竣工於2022年的佐登妮絲城堡，為台灣具代表性的觀光工廠之一。

台灣觀光工廠是指經由台灣經濟部的製造業工廠服務化輔導轉型政策，將具有產業文化、教育價值 或地方特色的製造業工廠所在地，將其產品、製程或廠地、廠房轉型為兼營觀光景點的服務場所。傳統製造業工廠因為時代轉變，面臨需求、技術等困境而停止成長或衰退時，藉由多元經營的轉型思維，依照原本製造業工廠的特色、文化，加以包裝、改造後呈現工廠製造過程的透明化與展示化，成為一般遊客可入內體驗、消費並造訪的觀光景點。

### 發展過程
2002年時任台灣經濟部常務次長的施顏祥提出希望結合製造業工廠與觀光服務的觀光工廠概念。2003年，台灣經濟部工業局及經濟部中部辦公室委託工業技術研究院技轉中心輔導開始推行觀光工廠計畫。2008年，台灣經濟部工業局制定五大觀光工廠評鑑要素，其評選項目為「主題特色」、「廠區空間」、「設施展示」、「服務品 質」、「營運模式」，核評通過之工廠可獲得觀光工廠標章，每3年需重新評查一次才能使用標章。台灣觀光工廠旅遊人次在2012年到2017年連續6年成長後，於2018年首度衰退，降至1988萬人次。2017年台灣OpView調查熱門觀光工廠排行榜，以台灣的嘉義、彰化與宜蘭最為密集，其次為桃園與台南，整體來說台灣的食品類觀光工廠最受歡迎。2019年底台灣經濟部統計，觀光工廠數量由2013年的104家不斷成長，至2019年底已超過141家。其中以食品類為主(40%以上)，其次為飲料及菸草業；地區則以中部為大宗(37.0%)，其次為北部(31.1%)。